# Maribel Doménech Ibáñez

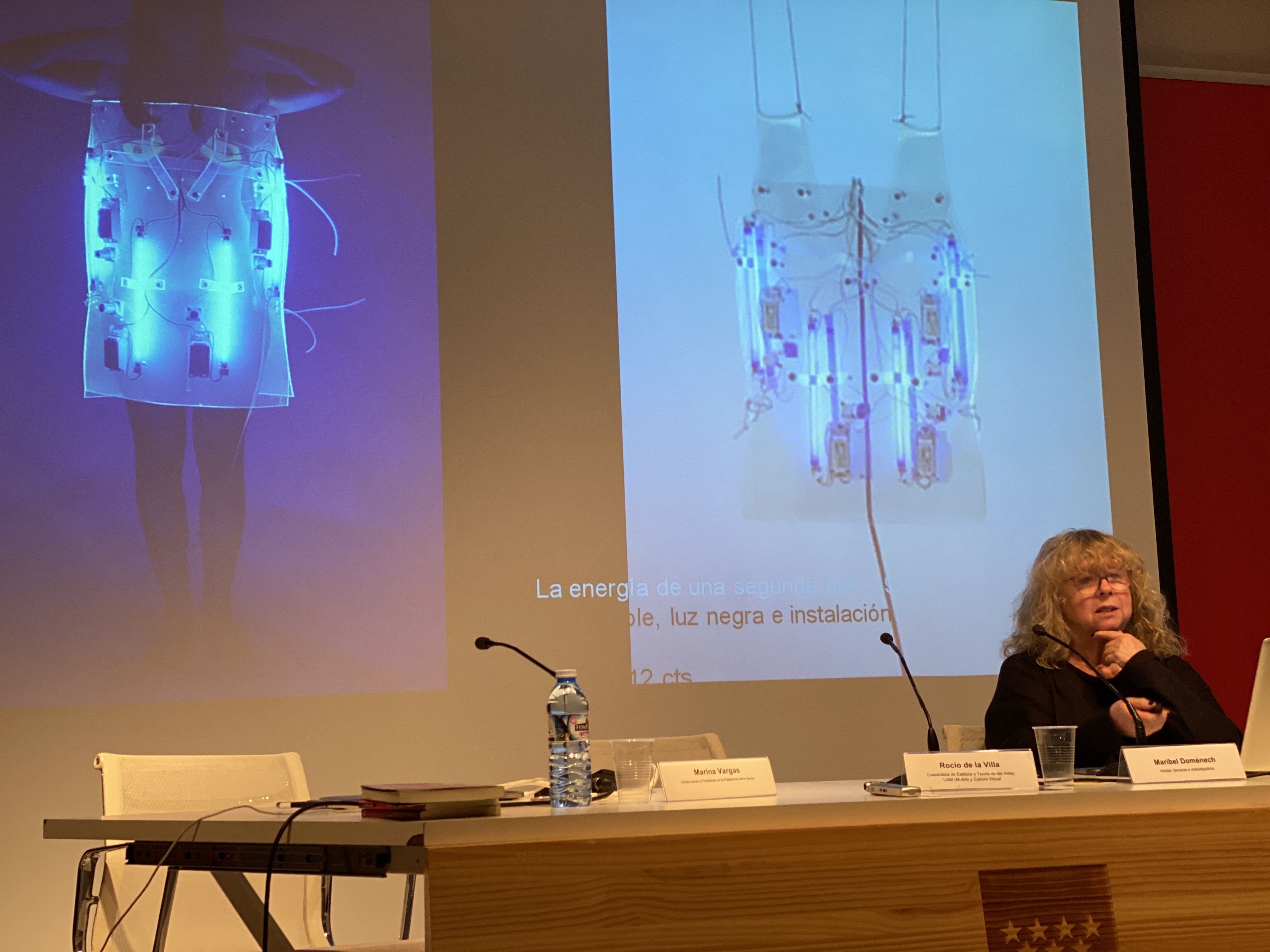
Presentando su obra en Madrid en las jornadas de MAV "Siguiendo con el problema" en la Comunidad de Madrid en 2022.

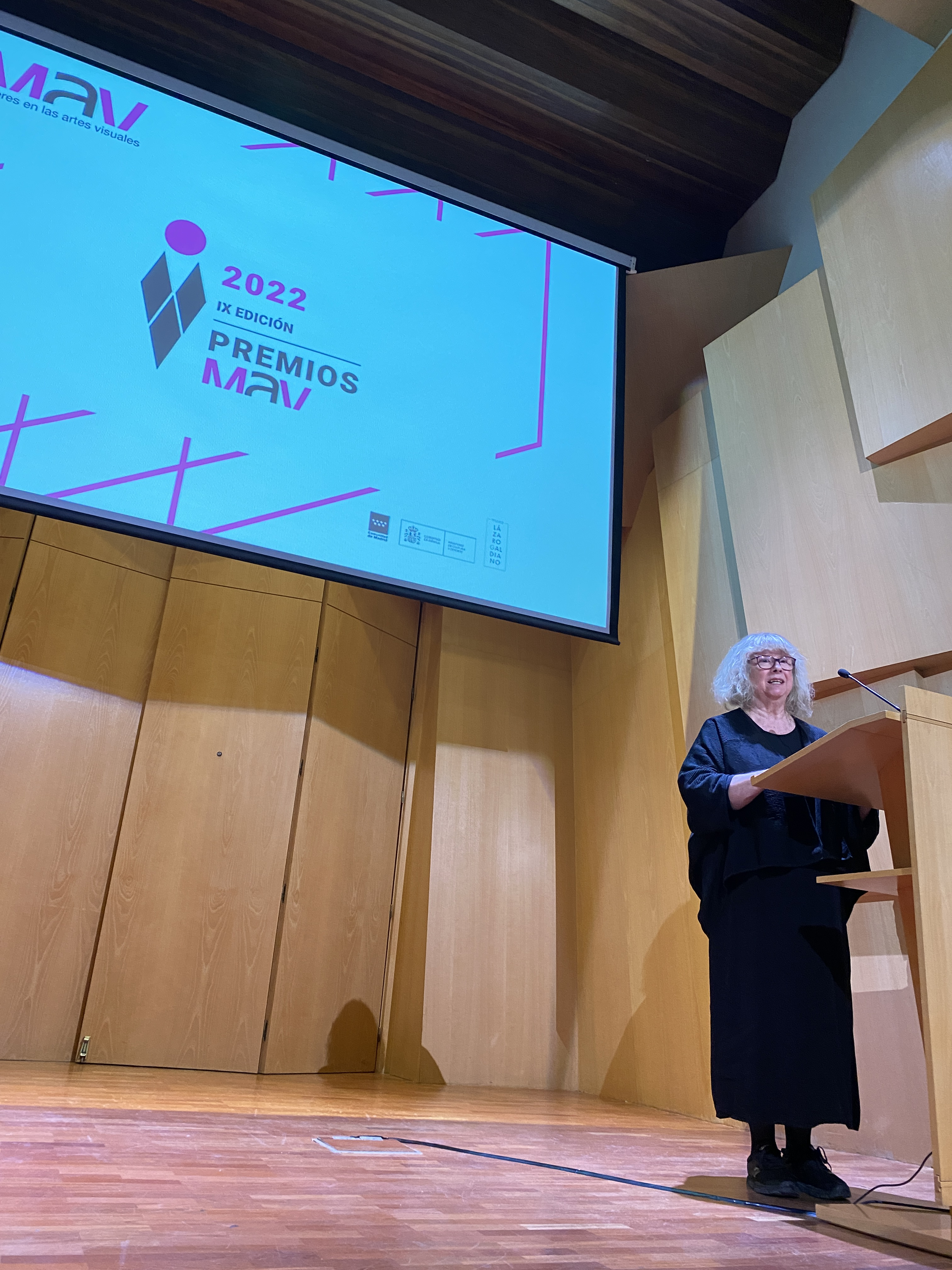
Presidenta de MAV, en el Museo Lázaro Galdiano en la gala de entrega de los premios MAV 2022.

Isabel Doménech Ibáñez (Valencia, 1951), conocida como Maribel Doménech,  es una artista y docente interdisciplinar feminista española cuya obra está directamente motivada por el compromiso cultural y social. Catedrática del Departamento de Escultura de la Universidad de Valencia. Presidenta de la asociación Mujeres en las Artes Visuales MAV, desde marzo del año 2022.

## Biografía
Maribel Doménech nació en Valencia en 1951, se licenció en Bellas Artes en la Facultad de Bellas Artes de la Universidad Politécnica de Valencia en el año 1984, se doctoró en Bellas Artes en la misma universidad de València en el año 1988 y desde el año 2002 ha sido catedrática en el Departamento de Escultura de la UPV. Ha sido artista en residencia en diversas universidades norteamericanas como: Residency in The Sally and Don Lucas Artists Programs at Montalvo Arts Center. Saratoga, California, USA y en Exploratorium. The Museum of Science, Art an Human Perception. San Francisco, California, USA.
Su obra tanto en la escultura como en las instalaciones contiene múltiples recursos plásticos, desde materiales domésticos, fotografía, vídeo, sonido, luz. Es miembro del grupo de investigación Laboratorio de Luz desde su creación en el año 1990. Dicho laboratorio está ubicado en la Facultad de Bellas Artes de Valencia, y funciona como espacio de encuentro, estudio e investigación de principios estéticos y expresivos vinculados con la imagen-luz. Los componentes del laboratorio pertenecen a distintos departamentos y su participación varía en función de las propuestas que se están desarrollando, trabajando entre lo colectivo y lo individual, entre la investigación universitaria y la actividad artística, entre la producción de proyectos y la difusión de textos.
En el año 2006 expone junto a la fotógrafa Isabel Muñoz en el Museo Afro Brasil de Sao Paulo. La muestra fue organizada por la Sociedad Estatal para la Acción Cultural Exterior de España (SEACEX), el Ministerio de Cultura, el Consorcio de Museos de la Generalitat Valenciana, y la colaboración del Museo Afro de Sao Paulo Los vestidos presentados forman una trilogía sobre el tiempo " tejer el tiempo" en el que un vestido blanco es "como una habitación llena de luz" y un "vestido negro para observar el mundo a cierta distancia".
Su obra hace referencia a los espacios vividos y los procesos emocionales, los construye con una gran diversidad de elementos y recursos en sus esculturas e instalaciones como son pieles, vestidos, tejidos, objetos extraños. Utilizando el sonido, la luz, juega con lo visto y lo no visto, el espacio alrededor de los cuerpos... donde lo que se insinúa está constantemente presente a pesar de su ausencia creando esculturas de la resistencia.
Es una de las líderes y portavoz del movimiento vecinal más activo de la ciudad de Valencia, "Salvem el Cabanyal". La plataforma Salvem El Cabanyal, activa desde hace casi 12 años, es una movilización de resistencia ciudadana al plan del Ayuntamiento de Valencia de prolongar una avenida a costa del derribo de más de 450 edificios del barrio tradicional marinero. Su defensa de la "rehabilitación sin destrucción" del conjunto histórico, se ha intensificado en los últimos meses ante la insistencia del consistorio en llevar adelante el proyecto pese a la paralización ordenada por el Ministerio de Cultura.
Con su espíritu creativo y combativo, ha participado en la organización de exposiciones y diversas formas de lucha pacífica y cultural, como en la exposición " Mujeres: territorios artísticos de resistencia" en la sala La Nau de Valencia.
El Consorcio de Museos de la Comunidad Valenciana ha aprobado 19 proyectos de investigación, creando el premio "Trajectòries". Convocatoria para la revisión de trayectorias artísticas valencianas 2018-2020, uno de los premios ha recaído en Domenech.
Con motivo del Día Internacional de la mujer, presenta en el año 2018 la obra expresamente concebida para la Vidriera del Hall del Museo MuVIM titulada "Dones valentes": en ella aparecen tres mujeres, las hermanas Martí, protagonizando una cacerolada a la puerta de su casa de El Cabanyal. Una casa sobre la que pendía la amenaza de la desaparición por el plan del anterior equipo de gobierno municipal que pretendía la prolongación de la avenida de Blasco Ibáñez hasta el mar. Según sus palabras: "En mi obra he querido rendir homenaje a esas mujeres mayores que no han perdido el espíritu de lucha y rebeldía”.

## Exposiciones y Ferias de arte
Entre sus exposiciones individuales podemos destacar la realizada  en su ciudad natal, Valencia, en el año 2020,  como reconocimiento a su trabajo. Esta extensa y completa exposición titulada Acciones Cotidianas fue comisariada por Rocio de la Villa y tuvo lugar en el Centro del Carmen Cultura Contemporánea, institución que forma parte del Consorcio de Museos de la Comunidad Valenciana.
- -Campus en Tres Dimensiones de la Universidad Politécnica de Valencia (España).
- -Pavillion du Parc. Porte de Versalles. Galería Punto (Paris, Francia).
- -Tejiendo Islas. Fernando Silió Galería de Arte (Santander, España).
- -Doble naturaleza. Galería Punto (Valencia, España).
- -Que c'est ce que je fais ici? Dans le projet Echelle. Espace Brasseurs Art Contemporain. (Liège. Bélgica).
- -House Word. FassbenderGallery (Chicago. USA).

### Exposiciones colectivas (Selección.)
- 2005 Digestions. Memoire et Transmisión. MAMAC. Musée d´Art Modern et Contemporain. Liège. Belgique.*
- 2006. MASE: I Muestra de arte sonoro español. Lucena-Córdoba. (España). Re-Existencias. Escultoras Españolas del Siglo XX. Sala del Convento de Santa Inés. Sevilla.* y Sala de Exposiciones El Águila. Madrid* (España) El tiempo, gran escultor. (Maribel Doménech – Victoria Diehl) Espacio La Barbera. Villajoyosa.* Alicante. (España).

- 2008 La Piel de los Hijos de Gea (Isabel Muñoz – Maribel Doménech). Exposición itinerante. National Gallery. Kingston (Jamaica). Museo de Arte Moderno. MAM. Santo Domingo (Rep.Dominicana). Centro Cultural Recoleta. Buenos Aires. (Argentina) Museo Nacional de Bellas Artes. Nuequén. Patagonia.(Argentina). Museo del Barro, Asunción. (Paraguay). Y en museos de Río de Janeiro, Sao Paolo, Curitiba, Salvador de Bahía y Manaus (Brasil). Peregrinatio. Arte en las Ermitas. Sagunto (Valencia)*. Pages Blanches. Espace Les Brasseurs Art Contemporaine. L´Annexe. Liège. (Bélgique).
- Banquete_nodos y redes. Laboratorio de Luz. La Laboral. Centro de Arte y Creación Industrial. Gijón.
- Interfaces Digitais POA_VAL Laboratorio_1. Pinacoteca Instituto de Artes UFRGS (Universidade Federal do Rio Grande do Sul) Porto Alegre (Brasil).
- Espacio, Tiempo, Espectador. Instalaciones y Nuevos Medios en la Colección del IVAM. Centro Julio González. Instituto Valenciano de Arte Moderno. Valencia* (España)

### Ferias Internacionales
Ha participado en diversas Ferias Internacionales entre las que podemos destacar:
- -ARCO (Madrid. España).
- -FIAC (París. Francia).
- -Art Cologne. InternationalerKunstmarket (Alemania).
- -Toronto Art Fair (Canadá).
- -Art Chicago a NavyPier (USA).

### Obra en fundaciones y museos
Su obra se encuentra en museos como
-MuseumBeeldenAanZee (Scheveningen, Holanda).
-Museo Salvador Allende (Chile).
-Fundación Bancaja (Valencia).
-Instituto Valenciano de Arte moderno, IVAM (Valencia).
-Fundación La Caixa de Barcelona.
-Centro de Eusebio Sempere de Arte y Comunicación Visual (Alicante).  
-Colecciones privadas nacionales e internacionales.

## Conferencias y seminarios impartidos
(1992), Instituto Juan Gil Albert. Alicante.
(1994), Instituto Superior de Arte de La Habana. Cuba.
1995). Art Institute School. Chicago
1998). E.N.S.B.A. École Nationale Superieure des Beaux Arts. París
(1998). Universidad Nacional Autónoma de México.
(2000) Departament of Art and Art History in Texas University at Austin,
(2001) Facultad de Bellas Artes de Granada
(2002) L'Institut Universitari d'Estudis de la Dona i l'Institut de Creativitat i Innovacions Educatives Centro Cultural Cajastur. Oviedo.
(2003) Universidad Nacional Autónoma de México.
(2006) Universidad Europea de Madrid
(2006). Centro Cultural de España en Montevideo, Uruguay
(2008) National Gallery, Kingston (Jamaica).
(2008) Centro Cultural Recoleta. Buenos Aires. Argentina.